# Klaus Barbie
Nikolaus "Klaus" Barbie, född 25 oktober 1913 i Bad Godesberg, Tyskland, död 25 september 1991 i Lyon, Frankrike, var en tysk SS-Hauptsturmführer, känd under öknamnet "Slaktaren från Lyon". Barbie var mellan 1942 och 1944 chef för Gestapo i Lyon. År 1987 ställdes han inför rätta och dömdes som krigsförbrytare till livstids fängelse.

## Biografi

### Barndom & uppväxt
Nikolaus "Klaus" Barbie föddes 25 oktober 1913 i Godesberg. I skolan var han en ledartyp enligt forna klasskamrater. Hans far var en härdad, förbittrad veteran från första världskriget som misshandlade barnen i familjen. Som vuxen ville Barbie studera teologi men broderns och faderns död kom i vägen för planerna. Han hamnade istället efter Hitlers maktövertagande i det nazistiska Reichsarbeitsdienst, och som övertygad ideologisk nazist kom Klaus Barbie in på vägen med att arbeta inom Nazitysklands polisiära verksamheter.

### Andra världskriget, Gestapo-chef och "Slaktaren i Lyon"
Barbie träffade 1935 Heinrich Himmler och blev inom kort medlem av SS och nazisternas säkerhetstjänst SD. I november 1942 utnämndes han till chef för Gestapo Lyon i det av Nazityskland ockuperade Frankrike. Han var därmed underordnad kommendören för Sicherheitspolizei och SD i Lyon (Kommandeur der Sicherheitspolizei und des SD). Barbie bekämpade särskilt den franska motståndsrörelsen (i vilken det fanns både socialister, liberaler och konservativa, och Barbies sadism syntes mot alla men främst socialisterna vars ideologi han som nazist hatade), men lät även som fanatisk antisemit och trogen ideologisk nazist förfölja, terrorisera, deportera och förinta judar och socialister, utan åtskillnad på män, kvinnor, barn och pensionärer, med mera.
Även om det främst var tyska nazister som stod bakom förintelsesystemet så deltog också unga franska fascister och Vichy-kollaboratörer från Carlingue och Milice i grymheterna.
Överlevare ifrån Klaus Barbies brott vittnade om att tyska Gestapomän turades om att piska, slå, dränka, bränna och lemlästa sina offer, ibland tillsammans med de franska kollaboratörerna. Ett vittne berättade för motståndsrörelsen efteråt: "det fick dem att skratta, ju mer skrik och smärta kommunisterna och judarna visade". Ett annat vittne: "Barbie var särskilt grym, han var sadistisk mot både barnen, kvinnorna och männen".
Barbie torterade egenhändigt till döds bland andra den kände motståndskämpen Jean Moulin, Charles de Gaulles personlige representant inom den franska motståndsrörelsen.
Hans brutalitet i staden gav honom snabbt öknamnet "Slaktaren i Lyon" bland folket.

### Efter kriget, i amerikansk och boliviansk tjänst
Efter andra världskriget rekryterades Barbie av de amerikanska myndigheterna för arbete inom kontraspionaget 1947–1951. Barbie fick förhöra fångar på amerikanska baser, främst vänsteranhängare, som under amerikansk insyn torterades av Barbie, som återigen fick leva ut både sin sadism och sitt kommunisthat. Fransmännen visste dock att Barbie fanns i den amerikanska ockupationszonen i Tyskland.
Barbie fick 1951 hjälp att gå under jorden och fly till Bolivia, där han bosatte sig i huvudstaden La Paz under namnet Klaus Altmann och bodde och var verksam där i 30 år. Barbie kollaborerade med general Barrientos regim, bland annat med att lära generalens privata paramilitärer vid namn "Furmont" hur tortyr kan användas. Regimens politiska repression mot vänstergrupper fick hjälp av Barbies kunskaper kring tortyr och förhör. Sedan, 1972 under Hugo Banzer (som Barbie kollaborerade ännu öppnare med), deltog han i ytterligare olaga gripanden, förhör och mord på oppositionella och progressiva människor. Journalister och aktivister som skrev om, eller bara så nämnde i skrift eller tal, regimens förbrytelser mot de mänskliga rättigheterna greps och många föll offer för så kallade "försvinnanden", som statens hemliga mördande och bortföranden kallas. Barbie deltog aktivt i regimens förtryckande av motståndare.
Barbie har upprepade gånger kopplats till den nynazistiske paramilitären Alvaro De Castro, som sägs ha varit Barbies personligt anställda livvakt under denna period och deltagit i brott tillsammans med Barbie. De Castro hade kopplingar till mäktiga drogbaroner och kokainhandeln och ska tillsammans med Barbie (under namnet Altmann) och en österrikisk firma ha sålt vapen till droghandelns karteller, och då De Castro greps erkände han att han har arbetat för drogbaroner i landet samtidigt som han var nyfascistiskt aktiv. På tidigt 1980-tal hade Barbie personligen ett nära samarbete med knarkkungen Roberto Suárez Gómez, där Barbie agerade oftast som en mellanhand åt Suárez Gómez när denne ville muta individer inom den bolivianska militären. Han korresponderade fortsatt med Barbie när Barbie senare hade gripits. De ska även ha givit underrättelseuppgifter till amerikanska myndigheter på USA:s ambassad. En grupp vid namn "The Fiancées of Death" där flera tyska nazister och fascister ingick hade kopplingar till Barbies förehavanden i Bolivia.
Vid två rättegångar i Lyon, 1952 och 1954, dömdes Barbie till döden in absentia.
Han genomförde även tidigare ett stort vapenköp av stridsvagnar från Österrike till den bolivianska armén. Dessa kom sedan att användas i en statskupp mot den folkvalda regeringen.

### Gripande, domstol och straff
Efter intensiva förhandlingar med den bolivianska regeringen kunde Barbie 1983 gripas och utlämnas till Frankrike. 1987 ställdes han inför rätta för brott mot mänskligheten då hans krigsförbrytelser var preskriberade. Domstolen ansåg det vara bevisat att Barbie var ansvarig för deportationen av 842 franska judar och motståndsmän till Auschwitz. Den 4 juli 1987 dömdes Barbie till livstids fängelse för brott mot mänskligheten. Fyra år senare drabbades han av leukemi och avled 77 år gammal i sin fängelsecell. Barbie var hängiven den nazistiska ideologin fram till sin död.